# غواص دکارتی
غواص دکارتی یک آزمایش کلاسیک علمی است که در اوایل ۱۶۰۰ میلادی توسط رنه دکارت مطرح شد. در این آزمایش از یک آدمک (یا شیء مشابه دیگر) به عنوان غواص استفاده می‌شود که در آن هوا وجود دارد و در درون بطری‌ای از آب قرار داده می‌شود. در تعادل هیدرواستاتیکی بطری، آدمک روی آب باقی می‌ماند، اما با افزوده‌شدن فشارِ داخل بطری (مثلاً با فشاردادن بدنه یا فروبردن درب چوبی آن)، آدمک به پایین بطری می‌رود. علت آن فشرده‌شدن مولکول‌های هوای داخل آدمک است که باعث بالارفتن چگالی آن می‌شود و مطابق اصل ارشمیدس آدمک را به پایین بطری می‌برد. با برداشته‌شدن فشار، عکس این فرایند تکرار می‌شود و آدمک به بالای بطری برمی‌گردد.